# Trollokoorlogen
De Trollokoorlogen zijn fictief conflict uit de fantasy-boekencyclus Het Rad des Tijds, geschreven door Robert Jordan.
Het waren een reeks oorlogen tussen mensen van de Tien Naties (gesteund door Aes Sedai en Ogier uit hun stedding) die ongeveer 1000 jaar na het Breken van de Wereld (NB) begonnen en pas 300 jaar later zouden eindigen. 

## Aanleiding
Voordat de Trollokoorlogen was er vrede tussen de tien naties. Tar Valon was de hoofdstad van de wereld. Het was duizend jaar geleden sinds de Oorlog van de Schaduw met de aanval van Lews Therin Telamon en zijn Honderd Gezellen op de Bres in Shayol Ghul, waarbij de Duistere en de dertien Verzakers werden opgesloten achter de Bres, geëindigd was.
Uit eerdere onderzoeken en verslagen was echter gebleken dat de machtigste Verzaker - en Nae'blis - Ishamael niet geheel opgesloten zat, hij was tijdelijk vrij om de Schaduw aan te voeren in oorlogen.
Deze oorlogen barstten nu ineens in alle hevigheid los in de vorm van de Trollokoorlogen.

## Verloop
Legers Trolloks en Myrddraal liepen de Grenslanden (in die dagen Jaramide en Aramaelle) onder de voet. (op enkele sterke vestingen na zoals Shol Areba en Maradon) en trokken moordend en plunderend naar het zuiden.
Nu bleek dat ondanks de vroegere vrede en eenheid de Tien Naties geen hechte eenheid vormden tegen de Trolloks.
Aes Sedai vochten mee met de mensenlegers, en Ogier verlieten hun stedding voor de oorlog, maar toch veroverde de Schaduw grote delen van de wereld. Naties zoals Coremanda en Safar gingen in deze oorlogen verloren.
Na ruim honderd jaar van bittere strijd, met slechts weinig wapenstilstanden of onderbrekingen, ging Aridhol verloren aan een kwaad van binnenuit, en de stad heette voortaan Shadar Logoth. Spoedig daarna veroverden de Gruwheren onder de banieren van Ishamael de stad Manetheren en verwoestten ze in het tegenwoordige Tweewater.
De oorlogen eindigden met het verslaan van de Trolloks, waarna deze via Tarwins Kloof terugtrokken naar de Verwording. Toch was de wereld verwoest en alle tien naties gingen verloren in de jaren erna.
De oorlogen waren samen met de Oorlog van de Tweede Draak en de Oorlog van de Honderd Jaren de meest vernietigende oorlogen van het Rad na het breken van de wereld en de Oorlog van de Schaduw die een einde maakte aan de Eeuw der Legenden.
Er zijn slechts spaarzame verslagen bekend uit de Trollokoorlogen. Duidelijk is wel dat Trolloks zelfs een deel van de Witte Toren in Tar Valon geplunderd hebben.